# بيفان فرانش
بيفان فرانش (بالإنجليزية: Bevan Fransch)‏ (16 مايو 1986 بكيب تاون في جنوب أفريقيا - ) هو لاعب كرة قدم جنوب أفريقي في مركز الدفاع. لعب مع سانتوس وماريتزبرغ يونايتد ‏ وVasco da Gama F.C. ‏ ونادي بلومفونتين سيلتيك.